# Emir
Emir (arapski: أمير, perzijski: امیر) izvorno je značilo zapovjednik ili general, ili pak princ, neki put se izgovara Amir i ima isto značenje.
To je vremenom postalo ime visokog plemićkog naslova, ili naslova kojeg su dobivali uz svoju dužnost visoki državni dužnosnici, diljem arapskog svijeta, a od 19. stoljeća i u Afganistanu. Taj naslov bio je udomaćen u srednjovjekovnom muslimanskom svijetu. Emiri su u islamskim monarhijama, obično su bili visoko pozicionirani šeici. U onim slučajevima kad se taj naslov odnosio na monarhovu djecu, emir je tad značio princ (knežević) i uz njegov naslov išao je i emirat (kneževina) - teritorij kojim je on upravljao. Emirati bi dakle bili nešto poput kneževina u europskom smislu. 
Emir je i vrlo popularno i često osobno ime (ne i naslov) u Bosni i Turskoj. 
Riječ emir ušla je u engleski jezik 1593. godine preko francuske riječi emir. Emir je bilo jedno od imena ili naslova islamskog proroka Muhameda.

## Pogledajte i ovo
- Vezir
- Sultan
- Radža